# Márton Bukovi
Márton Bukovi (10 decembrie 1903 – 2 februarie 1985) a fost un fotbalist și antrenor de fotbal maghiar. După ce a jucat la Ferencvárosi TC, FC Sète și echipa națională de fotbal a Ungariei, el a devenit antrenor, cunoscut mai ales pentru periaodele petrecute la Građanski Zagreb, MTK Hungária FC, Olympiacos F.C. și echipa națională de fotbal a Ungariei. Împreună cu Béla Guttmann și Gusztáv Sebes, el a format un trio de antrenori maghiari inovativi, care au pionerat schema 4–2–4 în fotbal.

## Palmares

### Jucător
FC Sète 34
- Ligue 1 (1): 1934

- Coupe de France (1): 1934

Ferencvárosi TC
- Prima Ligă a Ungariei (4): 1926, 1927, 1928, 1932

- Cupa Ungariei (3): 1927, 1928, 1933

- Cupa Mitropa (1): 1928

### Antrenor
Građanski Zagreb
- Prima Ligă Iugoslavă (2): 1937, 1940

- Campionatul Croației (1): 1943

MTK/Textiles/Bástya/Vörös Lobogó
- Prima Ligă a Ungariei (3): 1951, 1953, 1958
- Cupa Ungariei (1): 1952

Olympiacos F.C.
- Campionatul Greciei (2): 1966, 1967